# Yezophora leukasikini
Yezophora leukasikini är en insektsart som beskrevs av Matsumura 1942. Yezophora leukasikini ingår i släktet Yezophora och familjen spottstritar. Inga underarter finns listade i Catalogue of Life.